# Wydział Architektury Politechniki Warszawskiej
Wydział Architektury (WA PW) – wydział Politechniki Warszawskiej. 

## Kierunki kształcenia
Wydział prowadzi studia pierwszego oraz drugiego stopnia na kierunku architektura i urbanistyka w języku polskim w trybie stacjonarnym i niestacjonarnym oraz studia magisterskie na kierunku architektura i urbanistyka w specjalności Architecture for Society of Knowledge w języku angielskim. Ponadto Wydział prowadzi studia doktoranckie (trzeciego stopnia) oraz studia podyplomowe na kierunkach:
- Planowanie przestrzenne
- Ochrona dziedzictwa kulturowego
- Urbanistyka i Gospodarka Przestrzenna
- Wycena Nieruchomości

## Struktura
Katedra Urbanistyki i Gospodarki Przestrzennej
- Pracownia Planowania Przestrzennego

Katedra Projektowania Konstrukcji, Budownictwa i Infrastruktury Technicznej
Katedra Projektowania Architektonicznego
- Pracownia Projektowania Architektonicznego Wspomaganego Komputerem
- Pracownia Architektury Budynków Użyteczności Publicznej
- Pracownia Architektury Wystaw i Targów

Zakład Podstaw Kształtowania Architektonicznego i Urbanistycznego
- Pracownia Architektury Sakralnej i Monumentalnej
- Pracownia Kompozycji Urbanistycznej
- Pracownia Projektowania Miejskiego
- Pracownia Planowania Obszarów Śródmiejskich
- Pracownia Urbanistyki Stosowanej

Samodzielna Pracownia Projektowania i Teorii Architektury 

Zakład Projektowania Urbanistycznego i Krajobrazu Wiejskiego 

Zakład Historii Architektury Powszechnej 

Zakład Konserwacji Zabytków 

Samodzielna Pracownia Rysunku, Malarstwa i Rzeźby 

Zakład Architektury Polskiej
- Pracownia Architektury Polskiej
- Pracownia Historii Budowy Miast

Samodzielna Pracownia Architektury Proekologicznej 

Samodzielna Pracownia Architektury Przemysłowej i Wielkoprzestrzennej 

Zakład Architektury Współczesnej, Wnętrz i Form Przemysłowych
- Pracownia Architektury i Sztuki Współczesnej
- Pracownia Architektury Wnętrz i Form Przemysłowych

Zakład Mieszkalnictwa i Architektury Krajobrazu
- Pracownia Architektury w Krajobrazie
- Pracownia Architektury w Kontekście Kulturowym
- Pracownia Środowiska Mieszkalnego w Mieście
- Pracownia Projektowania Zespołów Mieszkaniowych
- Pracownia Projektowania Architektonicznego

Zakład Budownictwa, Infrastruktury i Ekonomiki Inwestycji
- Pracownia Ekonomicznych i Środowiskowych Podstaw Projektowania
- Pracownia Fizyki Budowli i Instalacji
- Pracownia Projektowania Elementów Budynku

## Władze Wydziału (2020–2024)
- Dziekan: dr hab. inż. arch. Krzysztof Koszewski
- Prodziekan ds. Ogólnych: dr inż. arch. Jerzy Grochulski
- Prodziekan ds. Studenckich: dr Iwona Szustakiewicz
- Prodziekan ds. Nauki i Rozwoju: dr hab. inż. arch. Krystyna Solarek prof. PW
- Prodziekan ds. Studiów: dr hab. inż. arch. Mirosław Orzechowski, prof. PW

## Dziekani[1](lista niepełna)
- 1915-1917: Józef Dziekoński
- 1917-1920: prof. zw. arch. Czesław Domaniewski
- 1920-1923: prof. zw. arch. Stanisław Noakowski
- 1923-1925: prof. zw. inż. arch. Karol Jankowski
- 1925-1927: prof. zw. arch. Marian Lalewicz
- 1927-1929: prof. zw. inż. arch. Czesław Przybylski
- 1929-1931: prof. zw. dr Zygmunt Kamiński
- 1931-1934: prof. zw. inż. arch. Rudolf Świerczewski
- 1936-1937: prof. zw. dr Zygmunt Kamiński
- 1937-1938: prof. zw. inż. arch. Tadeusz Tołwiński
- 1938-1939: prof. zw. dr hab. inż Stefan Bryła
- 1946-1947: prof. zw. dr inż. arch. Romuald Gutt
- 1947-1948: prof. zw. dr hab. inż. arch. Lech Niemojski
- 1950-1954: prof. zw. inż. arch. Bogdan Lachert
- 1954-1957: prof. nzw. inż arch. Witold Plapis
- 1957-1958: prof. zw. dr hab. inż. arch. Franciszek Piaścik
- 1958-1960: prof. nzw. dr inż. arch. Stanisław Brukalski
- 1964-1966: prof. nzw. dr inż. arch Stefan Tworkowski
- 1966-1971: prof. zw. dr hab. inż. arch. Franciszek Piaścik
- 1971-1973: prof. nzw. inż arch. Zbigniew Karpiński
- 1973-1975: prof. nzw. dr hab inż. arch. Juliusz Jaśkiewicz
- 1975-1981: prof. nzw. dr inż. arch. Stanisław Bieńkuński
- 1981-1987: prof. nzw. dr hab. inż. Adam Zbigniew Pawłowski
- 1987-1990: prof. dr inż. arch. Maciej Gintowt
- 1990–1994: prof. dr hab. inż. arch. Konrad Kucza-Kuczyński
- 1994–2002: prof. zw. dr hab. inż. arch. Stefan Wrona
- 2002–2008: prof. zw. dr hab. inż. arch. Maciej Kysiak
- 2008–2016: prof. zw. dr hab. inż. arch. Stefan Wrona
- 2016–2020: prof. dr hab. inż. arch. Jan Słyk
- 2020–obecnie: dr hab. inż. arch. Krzysztof Koszewski